# Magyar László (úszó)
Magyar László (Újpest, 1936. március 30. –) többszörös magyar bajnok és kétszeres Európa-bajnoki ezüstérmes (1954, 1958) úszó. Az 1956-os melbourne-i olimpián 100 méteres hátúszásban indult, de nem jutott a döntőbe.

## Rekordjai
100 m hát
- 1:11,3 országos ifjúsági csúcs (Budapest 1950.)
- 1:08,3 országos ifjúsági csúcs (Budapest 1950. augusztus 26.)
- 1:06,5 országos felnőtt és ifjúsági csúcs (Budapest, 1953 október 24.) 33 méteres medence
- 1:05,3 országos felnőtt és ifjúsági csúcs (Torino, 1954. szeptember 4.)
- 1:03,9 országos felnőtt és ifjúsági csúcs (Budapest, 1955. december 2) 33 méteres medence
- 1:04,1 országos csúcs (Budapest, 1956. augusztus 18.) 1957 májusától csak az 50 méteres medencében elért eredményeket tartják nyilván rekordként. Utólag rekordnak ismerték el.

200 m hát
- 2:30,7 országos ifjúsági csúcs (Budapest 1953. június)
- 2:30,5 országos ifjúsági csúcs (Budapest 1953. július 25.)
- 2:29,4 országos ifjúsági csúcs (Budapest 1955. december 5.) 33 méteres medence
- 2:29,2 országos ifjúsági csúcs (Budapest 1955. május 28.)

4 × 100 m vegyes
- 4:25,2 országos csúcs (Magyar, Utassy, Tumpek, Dömötör, Budapest, 1953. augusztus 30.)
- 4:20,6 országos csúcs (Magyar, Utassy, Tumpek, Kádas, Budapest, 1954. augusztus 4.)
- 4:18,1 világcsúcs (Magyar, Utassy, Tumpek, Nyéki, Budapest, 1954. augusztus 5.)